# Kintamani
Kintamani ist ein Dorf (Desa) und der Verwaltungssitz des gleichnamigen Distrikts (Kecamatan) im Regierungsbezirk (Kabupaten) Bangli im Norden der indonesischen Insel Bali.

## Lage
Das langgestreckte Straßendorf liegt auf einer Höhe von 1470 Metern im nördlichen Bergland der Insel an der Hauptstraße von Bangli im Süden nach Singaraja an der Nordküste. Die auf dem westlichen Rand der äußeren von zwei Calderen verlaufende Straße bietet südlich des Ortes Ausblicke auf die Vulkanlandschaft des 1717 Meter hohen Gunung Batur, dessen Gipfel etwa sechs Kilometer östlich liegt. Eine kurvige Nebenstraße, die an den Fuß des Berges führt, zweigt acht Kilometer südöstlich von Kintamani in Penelokan (1450 Meter) ab und führt zum 120 bis 300 Meter tiefer liegenden Grund der Caldera hinunter. Der Auf- und Abstieg zu Fuß direkt von Kintamani auf den Gipfel des Gunung Batur dauert etwa sechs Stunden. Zwischen beiden Orten und praktisch mit Kintamani zusammengewachsen liegt die Straßensiedlung Batur.
Die Straße von Kintamani in nördlicher Richtung steigt weiter an bis Penulisan, wo auf 1745 Metern der Pura Tegeh Koripan liegt, der höchstgelegene Tempel Balis. 
Der in der Hochlage oft wolkenverhangene Himmel bringt reichlich Niederschläge. Die fruchtbaren vulkanischen Böden werden besonders zum Anbau von Arabica-Kaffee genutzt.

## Ort
Der Ortsname Kintamani ist die moderne Schreibvariante von Cintamani, bestehend aus cinta, indonesisch „Liebe“ und dem aus dem Sanskrit stammenden Wort maṇi, „Juwel“.
Alle drei Tage findet in Kintamani morgens ein lebendiger Markt statt, auf dem Früchte und Gemüse der Region angeboten werden, ansonsten profitieren die drei genannten Ort durch zahlreiche Verkaufsangebote stark vom Tourismus. Es gibt mehrere Übernachtungsmöglichkeiten.

## Geschichte und Kultur
Der Ort ist seit dem 9. Jahrhundert bekannt und gehörte zum ältesten Königreich auf Bali. In Dörfern der Umgebung wie Tenganan haben sich noch Traditionen der Bergbewohner erhalten, die als Bali Aga von den Siedlern an der Küste unterschieden werden. Als Merkmale der alten Kultur gelten einfachere Tempel, Dorfland in Gemeinschaftsbesitz, das Fehlen des für den balinesischen Hinduismus typischen Kastensystems und allgemein eine fehlende soziale Hierarchie. Die Bevölkerung um Kintamani wurde in ethnologischen Beschreibungen des 20. Jahrhunderts daher häufig als rückständig beschrieben. Dagegen zeigen die große Zahl der vor allem in dieser Region gefundenen Inschriften, dass die Herrscher der frühen Königreiche deutlich von der hinduistischen Kultur aus Java beeinflusst waren. Erst im 14. Jahrhundert dürfte eine kulturelle Stagnation eingesetzt haben.
Am Rand von Kintamani im Dorf Batur steht Pura Ulun Danu Batur. Die der Wassergöttin Dewi Danu geweihte Anlage, ist für die Balinesen der zweitwichtigste Tempel nach Pura Besakih. Das in den historischen Teilen aus dem 11. Jahrhundert stammende Heiligtum und das Dorf Batur lagen ursprünglich unten in der Caldera, am Fuß des Vulkans. Dass bei einem verheerenden Ausbruch des Batur im Jahre 1917 zwar 65000 Häuser und 2500 Tempel zerstört wurden, Ulun Dana Batur aber unversehrt blieb, hielten die Bewohner für ein gutes Omen und bauten das Dorf an derselben Stelle wieder auf. Bei einem erneuten Ausbruch 1926 jedoch begruben die Lavamassen die gesamte Anlage, nur der Schrein der Wassergöttin, ein elfdachiger Meru, war verschont geblieben. Die Dörfler schafften den Schrein zum höchsten und ältesten Rand der Caldera hinauf und bauten Dorf und Heiligtum wieder auf, das inzwischen auf weit mehr als zweihundert Schreine, Steinthrone für Götter („Padmasana“) und Pavillons („Bale“)  angewachsen ist. Die neue Tempelanlage aus schwarzer Lava gruppiert sich um den heiligsten Schrein der See- und Flussgöttin Dewi Dana und umfasst zwei Gebäudekomplexe mit insgesamt neun Einzeltempeln. Im Westen sind vier Schreine in einer Reihe angeordnet, die den Ehefrauen von König Anak Wungsu geweiht sind. Die fünf Schreine im Osten stehen für König Udayana, König Marakata, König Wungsu, Gunapriya Dharma Patni und Königin Udayana. Innerstes und größtes Herzstück ist Pura Penataran Ulun Danu Batur mit drei Zonen („Tri Mandala“): Die erste, Jaba Sisi, symbolisiert die unter dem Menschen stehende Welt (Pflanzen und Tiere). Die zweite, Jaba Tengah, repräsentiert das Reich der Menschen, während im Innersten und Allerheiligsten, Jeroan, der elfstufige Meru für Dewi Dana und drei neunstufige Schreine stehen. Diese sind dem Gott des Gunung Agung, dem Gott des Gunung Batur und Ida Batara Dalem Waturenggong geweiht, dem zum Gott erhobenen König der Gelgel-Dynastie, der von 1460 bis 1550 regierte. Die im Tempel abgehaltenen Rituale und Gebete dienen zweifellos dem Wohlstand in Landwirtschaft und Handel.

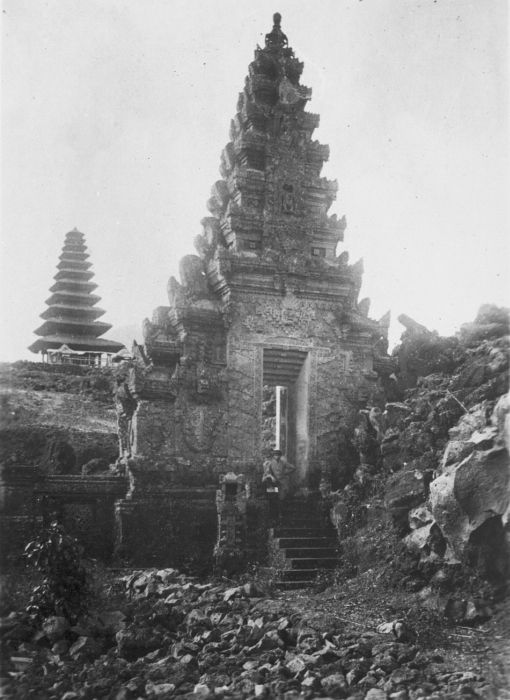
Lava vor einem Tor des Batur-Tempels
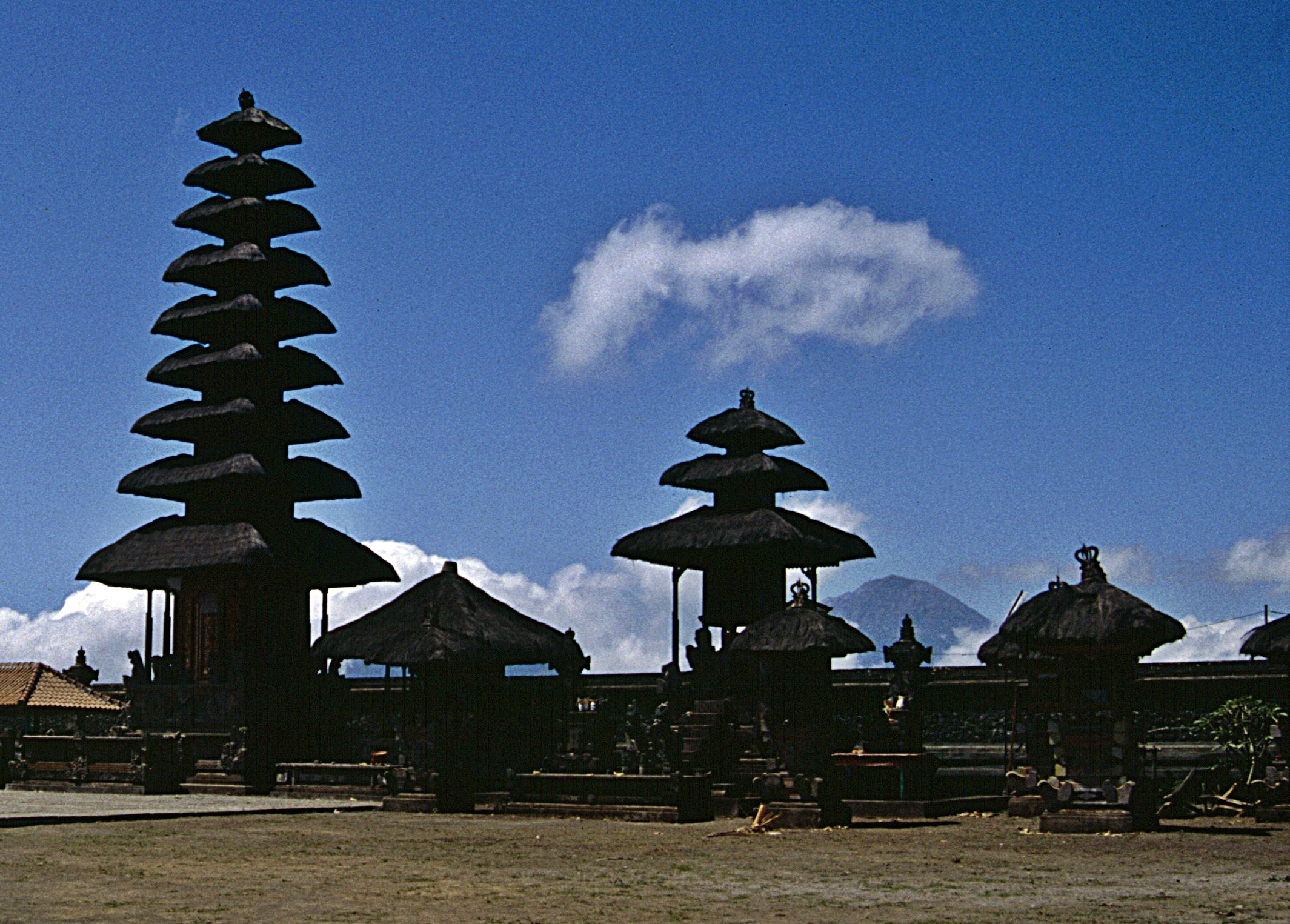
Pura Ulun Danu Batur, im Hintergrund der Gunung Agung
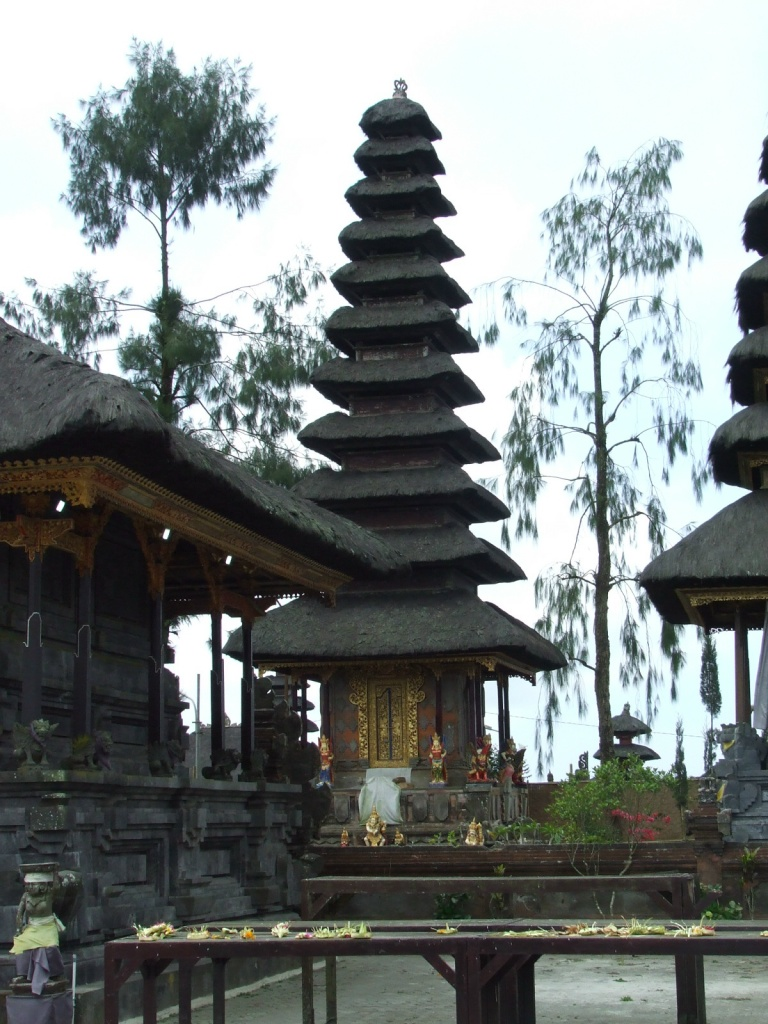
11-Tumpang-Schrein für die Wassergöttin